# Orvar Trolle
Orvar Trolle (Suecia, 4 de abril de 1900-7 de marzo de 1971) fue un nadador sueco especializado en pruebas de estilo libre, donde consiguió ser medallista de bronce olímpico en 1924 en los 4 x 200 metros.

## Carrera deportiva
En los Juegos Olímpicos de París 1924 ganó la medalla de bronce en los relevos de 4 x 200 metros estilo libre, con un tiempo 10:06.8 segundos), tras Estados Unidos (oro) y Australia (plata); sus compañeros de equipo fueron los nadadores: Åke Borg, Arne Borg, Thor Henning, Gösta Persson y Georg Werner.